# Samuel Hersenhoren
Samuel David Hersenhoren (* 2. Juli 1908 in Toronto; † 18. August 1982 ebenda) war ein kanadischer Geiger und Dirigent.

## Leben
Hersenhoren begann seine musikalische Ausbildung am Hambourg Conservatory in Toronto und debütierte als Geiger elfjährig in der Massey Hall. Von 1920 bis 1925 setzte er sein Studium bei Jan Hambourg fort. 1925 trat er erstmals im Rundfunk beim Sender CKNC auf, dessen Geoffrey Waddington geleitetem Orchester er später angehörte. Als Orchestermusiker spielte er 1925–1927 im New Symphony Orchestra, 1927–1944 im Toronto Symphony Orchestra und in den 1960er Jahren im CBC Symphony Orchestra.
1932 gründete er das aus sechs Streichern und einem Pianisten bestehende New World Chamber Orchestra, das er bis 1940 leitete und mit dem er durch Toronto tourte und Schulkonzerte für den Toronto Board of Education gab. Als Dirigent von Rundfunkorchestern des CTBC und der CBC leitete er Programme wie Lullabye Lagoon, Fugitive Melodies, Dancing Strings, während des Zweiten Weltkrieges Carry on Canada und Comrades in Arms und 1945–1946 die Johnny Home Show. 1943 dirigierte er die Uraufführungen von John Weinzweigs Our Canada und Healey Willans Hymn for Those in the Air. Von 1941 bis 1945 leitete er 25 Victory Loan Shows, bei denen u. a. Raymond Massey, Beatrice Lillie, Ronald Coleman und Charles Boyer auftraten.
1945 begann seine langjährige Zusammenarbeit mit den Comedians Johnny Wayne und Frank Shuster beim Rundfunk und ab 1954 beim Fernsehen. Mit seinem 1947 neu gegründeten und erweiterten New World Chamber Orchestra spielte Hersenhoren Rundfunkpremieren von Samuel Barbers Capricorn Concerto, Gerald Bales’ Essay for Strings, Oskar Morawetz’ Serenade, Barbara Pentlands Colony Music, Igor Strawinskis L'Histoire du soldat und Walter Pistons Divertimento. Von 1952 bis 1954 war er der musikalische Leiter der The Big Revue, der ersten Fernsehshow der CBC.
Von 1942 bis 1951 war Hersenhoren zweiter Geiger des Parlow String Quartet (mit Kathleen Parlow, John Dembeck und Isaac Mamott). 1945 gründete er mit Cornelius Ysselstyn (Cello) und Leo Barkin (Klavier) das Canadian Artists Trio. 1950 dirigierte er das Orchester bei der Uraufführung von Weinzweigs Ballett Red Ear of Corn am Royal Alexandra Theatre. In späteren Jahren trat er als freiberuflicher Geiger mit verschiedenen Orchestern auf.